# SMS Derfflinger
SMS Derfflinger là một tàu chiến-tuần dương của Hải quân Đế quốc Đức được chế tạo ngay trước khi Chiến tranh Thế giới thứ nhất nổ ra. Nó là chiếc dẫn đầu trong lớp của nó gồm ba chiếc; các tàu chị em với nó là Lützow và Hindenburg. Lớp tàu chiến-tuần dương Derfflinger lớn hơn và có nhiều cải tiến đáng kể so với các tàu chiến-tuần dương Đức trước đây về vũ khí, vỏ giáp bảo vệ và tầm xa hoạt động. Con tàu được đặt tên theo Thống chế Georg von Derfflinger, người đã tham gia cuộc Chiến tranh ba mươi năm.
Derfflinger nằm trong thành phần Đội Tuần tiễu một trong hầu hết thời gian của chiến tranh, và đã tham gia nhiều hoạt động của hạm đội trong cuộc xung đột. Nó tham gia các cuộc bắn phá các thị trấn bờ biển nước Anh, cũng như các trận Dogger Bank và Jutland, nơi sự chịu đựng ngoan cường của nó khiến đối thủ Anh đặt cho nó biệt danh "Iron Dog". Con tàu đã góp công vào việc đánh chìm hai tàu chiến-tuần dương Anh trong trận Jutland: Derfflinger đã cùng với Seydlitz tiêu diệt Queen Mary và cùng với tàu chị em Lützow đánh chìm Invincible.
Sau khi đạt được thỏa thuận đình chiến vào tháng 11 năm 1918, Derfflinger cùng với phần còn lại của Hạm đội Biển khơi Đức bị lưu giữ tại Scapa Flow. Theo lệnh của Chuẩn đô đốc Ludwig von Reuter, tư lệnh lực lượng bị lưu giữ, các con tàu chiến Đức bị đánh đắm vào ngày 21 tháng 6 năm 1919. Derfflinger bị chìm lúc 14 giờ 15 phút ngày hôm đó.

## Thiết kế và chế tạo

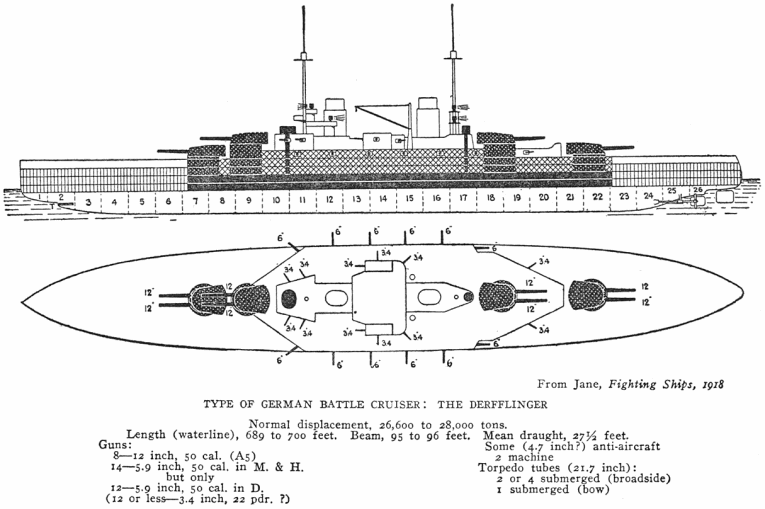
Sơ đồ lớp Derfflinger như được mô tả trong Jane's Fighting Ships 1919

Được chế tạo bởi hãng Blohm & Voss tại xưởng tàu của họ ở Hamburg, Derfflinger được đặt lườn vào tháng 1 năm 1912. Nó được dự định để hạ thủy vào ngày 14 tháng 6 năm 1913, nhưng trong buổi lễ hạ thủy, một trong những tấm gỗ trượt lót dưới lườn tàu bị kẹt và nó chỉ di chuyển được 30-40 cm; một lần cố gắn thứ hai để hạ thủy nó thành công gần một tháng sau đó, vào ngày 12 tháng 7. Một thủy thủ đoàn là công nhân xưởng tàu đã lái nó từ Hamburg vòng qua Skagen để đến Kiel. Đến cuối tháng 10, con tàu được phân về Đội Tuần tiễu 1; tuy nhiên, sự cố turbine bị hư hại trong khi đang chạy thử máy đã ngăn trở nó hoạt động thường trực cho đến ngày 16 tháng 11.
Vào lúc hoàn tất, Derfflinger có trọng lượng choán nước gần 27.000 t (27.000 tấn Anh; 30.000 tấn Mỹ) và dài 210 m (690 ft). Thủy thủ đoàn của con tàu bao gồm 44 sĩ quan và 1.068 thủy thủ. Nó được trang bị được trang bị hai bộ turbine hơi nước, mỗi bộ bao gồm một cặp turbine áp lực cao và áp lực thấp; hơi nước được cung cấp từ 14 nồi hơi đốt than và dẫn động bốn trục chân vịt. Nó có thể đạt được tốc độ tối đa 26,4 kn (48,9 km/h; 30,4 mph), và có khả năng di chuyển 5.600 hải lý (10.400 km; 6.400 mi) ở tốc độ đường trường 14 kn (26 km/h; 16 mph). Vào đầu tháng 8 năm 1915, một bệ phóng được gắn giữa tàu và các thử nghiệm với thủy phi cơ Hansa-Brandenburg W được tiến hành.
Được trang bị tám khẩu pháo 30,5 cm (12,0 in) SK L/50, Derfflinger là chiếc tàu chiến-tuần dương lớn nhất và mạnh mẽ nhất vào lúc đó. Chúng được bổ túc bằng mười hai khẩu pháo 15 cm (5,9 in) SK L/45 bố trí trong các tháp pháo ụ nòng đơn và tám khẩu pháo 8,8 cm (3,5 in) SK L/45 cũng trong các tháp pháo ụ, cho dù bốn khẩu bị tháo dỡ vào năm 1916. Thêm bốn khẩu 8,8 cm Flak phòng không được trang bị giữa tàu. Nó còn mang theo bốn ống phóng ngư lôi ngầm, gồm một trước mũi, hai ống hai bên mạn và một ống phía đuôi tàu.

## Lịch sử hoạt động

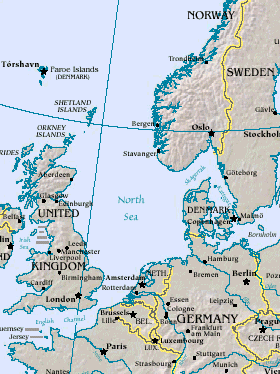
Bản đồ Bắc Hải, nơi diễn ra hầu hết các hoạt động lớn của Hạm đội Đức

### Bắn phá Scarborough, Hartlepool và Whitby
Hoạt động lớn đầu tiên mà Derfflinger tham gia là trận bắn phá các thị trấn bờ biển Anh Scarborough, Hartlepool, và Whitby. Trước đó, một cuộc bắn phá tương tự đã được Đội Tuần tiễu 1 tiến hành nhắm vào thị trấn Yarmouth vào cuối năm 1914. Đô đốc Friedrich von Ingenohl, Tổng tư lệnh Hạm đội Biển khơi Đức, quyết định tiến hành thêm một cuộc bắn phá khác vào bờ biển Anh Quốc với hy vọng lôi kéo một phần Hạm đội Grand vào cuộc chiến, nơi có thể bị tiêu diệt từng phần. Lúc 03 giờ 20 phút ngày 15 tháng 12, Chuẩn đô đốc Franz von Hipper, với cờ hiệu đặt trên chiếc tàu chiến-tuần dương Seydlitz, đã khởi hành từ Jade Estuary. Theo sau Seydlitz còn có các tàu chiến-tuần dương Derfflinger, Moltke, Von der Tann, tàu tuần dương bọc thép Blücher, các tàu tuần dương hạng nhẹ Kolberg, Strassburg, Stralsund và Graudenz cùng hai chi hạm đội tàu phóng lôi. Các con tàu của Hipper di chuyển lên phía Bắc, vượt qua Heligoland để đi đến hải đăng Horns Reef, nơi chúng chuyển hướng sang phía Tây hướng đến Scarborough. Mười hai giờ sau đó, thành phần phần chủ lực của Hạm đội Biển khơi cũng lên đường để hỗ trợ từ xa, bao gồm 14 chiếc thiết giáp hạm dreadnought và 8 thiết giáp hạm tiền-dreadnought cùng một lực lượng hộ tống gồm 2 tàu tuần dương bọc thép, 7 tàu tuần dương hạng nhẹ và 54 tàu phóng lôi.
Khoảng bốn tháng trước đó, vào ngày 26 tháng 8 năm 1914, tàu tuần dương hạng nhẹ Đức Magdeburg bị mắc cạn trong vịnh Phần Lan; xác tàu bỏ lại bị Hải quân Nga chiếm, và cùng với các hải đồ của Bắc Hải, họ đã tìm thấy các quyển sổ mật mã được Hải quân Đức sử dụng. Người Nga đã chuyển những tài liệu này cho Hải quân Hoàng gia Anh, và được Phòng 40 bắt đầu giải mã. Vào ngày 14 tháng 12, họ bắt được những thông điệp liên quan đến kế hoạch bắn phá Scarborough. Không thể biết được chi tiết chính xác của kế hoạch, họ chỉ đoán rằng Hạm đội Biển khơi Đức sẽ ở lại một cách an toàn trong cảng như trong đợt bắn phá trước. Bốn tàu chiến-tuần dương của Phó đô đốc David Beatty, được Hải đội Tuần dương 3 và Hải đội Tuần dương nhẹ 2 hỗ trợ cùng với sáu thiết giáp hạm dreadnought của Hải đội Chiến trận 2 sẽ phục kích các tàu chiến-tuần dương của Hipper.
Trong đêm 15 tháng 12, thành phần chủ lực của Hạm đội Biển khơi Đức đã bắt gặp các tàu khu trục Anh. Lo sợ một cuộc tấn công bằng ngư lôi ban đêm, Đô đốc Ingenohl ra lệnh cho các con tàu rút lui. Hipper đã không biết được sự thoái lui của Ingenohl, vẫn tiếp tục cuộc bắn phá theo kế hoạch. Khi đến được khu vực bờ biển Anh, lực lượng của Hipper được cho tách ra làm đôi: Von der Tann và Derfflinger hướng về phía Nam để bắn phá Scarborough và Whitby, trong khi Seydlitz, Moltke và Blücher đi lên phía Bắc để bắn phá Hartlepool. Đến 09 giờ 45 phút ngày 16 tháng 12, hai nhóm tập hợp trở lại và bắt đầu rút lui về phía Đông.

Sơ đồ vị trí của Hạm đội Biển khơi Đức vào sáng ngày 16 tháng 12

Vào lúc này, các tàu chiến-tuần dương của Beatty đã ở vào vị trí ngăn chặn con đường mà Hipper lựa chọn để rút lui, trong khi các lực lượng khác đang trên đường tiến đến để hoàn thành việc bao vây. Đến 12 giờ 25 phút, các tàu tuần dương hạng nhẹ của Hải đội Tuần tiễu 2 bắt đầu băng qua lực lượng Anh để tìm kiếm lực lượng của Hipper. Một trong các tàu tuần dương của Hải đội Tuần dương nhẹ 2 phát hiện Stralsund và gửi một thông báo đến Beatty. Lúc 12 giờ 30 phút, Beatty đổi hướng các tàu chiến-tuần dương dưới quyền về phía các con tàu Đức, dự đoán rằng các tàu tuần dương Đức là lực lượng tiên phong bảo vệ cho các con tàu của Hipper; nhưng thực ra các tàu chiến-tuần dương Đức còn ở cách 50 km (31 mi) về phía trước. Hải đội Tuần dương nhẹ 2 vốn đang bảo vệ cho các con tàu của Beatty đã được cho tách ra để truy đuổi các tàu tuần dương Đức; nhưng do việc diễn dịch sai tín hiệu từ các tàu chiến-tuần dương Anh đã gửi chúng quay trở lại vị trí hộ tống. Sự nhầm lẫn này cho phép các tàu tuần dương nhẹ Đức chạy thoát và báo động cho Hipper vị trí của các tàu chiến-tuần dương Anh. Các tàu chiến Đức lẻn về phía Đông Bắc lực lượng Anh và đã chạy thoát.
Cả hai phía Đức và Anh đều thất vọng vì đã không chiến đấu lại đối thủ một cách hiệu quả. Uy tín của Đô đốc Ingeholh bị ảnh hưởng nghiêm trọng do hậu quả của sự nhút nhát. Thuyền trưởng của Moltke tỏ ra gay gắt, ông cho rằng Ingenohl đã rút lui "vì ông lo sợ mười một chiếc tàu khu trục Anh vốn có thể loại bỏ dễ dàng... dưới sự lãnh đạo như thế này chúng ta sẽ chẳng đạt được gì." Lịch sử chính thức của Hải quân Đức phê phán Ingenohl đã không sử dụng lực lượng hạng nhẹ của mình để thăm dò quy mô lực lượng của hạm đội Anh, cho rằng: "Ông đưa ra quyết định không chỉ gây nguy hại đáng kể cho lực lượng phía trước ngoài khơi bờ biển Anh, mà còn cất đi khỏi Hạm đội Đức một thắng lợi chắc chắn và đáng kể."

### Trận Dogger Bank
Vào đầu tháng 1 năm 1915, Bộ tư lệnh Hải quân Đức nhân được tin tức về việc các tàu chiến Anh tiến hành trinh sát tại khu vực Dogger Bank. Đô đốc Ingenohl thoạt tiên do dự không muốn tiêu diệt các lực lượng này, do Đội Tuần tiễu 1 tạm thời bị yếu kém trong khi Von der Tann đi vào ụ tàu để bảo trì định kỳ. Tuy nhiên, Chuẩn đô đốc Richard Eckermann, Tham mưu trưởng Hạm đội Biển khơi, cứ nhất định đòi thực hiện chiến dịch, nên Ingenohl bị thuyết phục và ra lệnh cho Hipper đưa các tàu chiến-tuần dương còn lại dưới quyền đến Dogger Bank. Ngày 23 tháng 1, Hipper khởi hành với cờ hiệu của mình trên chiếc Seydlitz, được tiếp nối bởi  Moltke, Derfflinger và Blücher cùng các tàu tuần dương hạng nhẹ Graudenz, Rostock, Stralsund và Kolberg và 19 tàu phóng lôi thuộc chi hạm đội 5 và các bán-chi hạm đội 2, 18. Graudenz và Stralsund được phái đi hộ tống phía trước hải đội, trong khi Rostock và Kolberg lần lượt được phân sang mạn phải và mạn trái tương ứng, mỗi tàu tuần dương hạng nhẹ có một bán-chi hạm đội tàu phóng lôi phối thuộc.
Một lần nữa, việc thu thập và giải mã tín hiệu vô tuyến của Đức đã đóng một vai trò quan trọng. Cho dù nhân viên giải mã Phòng 40 không thể biết được chính xác kế hoạch, họ vẫn có thể đoán được rằng Hipper sẽ tiến hành một chiến dịch tại vùng Dogger Bank. Để đối phó, Hải đội Tàu chiến-Tuần dương 1 của Beatty, Hải đội Tàu chiến-Tuần dương 2 của Chuẩn đô đốc Archibald Moore và Hải đội Tuần dương nhẹ 2 của Thiếu tướng Hải quân William Goodenough được cho tập trung để hội quân cùng Lực lượng Harwich của Thiếu tướng Hải quân Reginald Tyrwhitt lúc 08 giờ 00 ngày 24 tháng 1 ở vị trí khoảng 30 mi (48 km) về phía Bắc Dogger Bank.
Lúc 08 giờ 14 phút, Kolberg nhìn thấy chiếc tàu tuần dương hạng nhẹ Aurora cùng nhiều tàu khu trục thuộc Lực lượng Harwich. Aurora khiêu khích Kolberg bằng một đèn pha, vào lúc mà Kolberg tấn công Aurora và ghi được hai phát trúng đích. Aurora bắn trả và cũng bắn trúng đối phương hai phát. Hipper lập tức cho chuyển hướng các tàu chiến-tuần dương của mình đến nơi nổ súng, trong khi hầu như đồng thời vào lúc đó, Stralsund trông thấy một lượng khói lớn về phía Tây Bắc vị trí của nó. Đây được xác định là một số lượng tàu chiến lớn đang hướng về phía các con tàu của Hipper.
Hipper quay mũi về phía Nam để chạy thoát, nhưng bị giới hạn ở tốc độ 23 hải lý trên giờ (43 km/h), là tốc độ tối đa mà chiếc tàu tuần dương bọc thép cũ Blücher có thể đi được. Các tàu chiến-tuần dương Anh truy đuổi di chuyển với tốc độ 27 hải lý trên giờ (50 km/h), và nhanh chóng bắt kịp các con tàu Đức. Lúc 09 giờ 52 phút, Lion nổ súng nhắm vào Blücher ở khoảng cách 20.000 yd (18.000 m), rồi đến lượt Queen Mary và Tiger cũng bắt đầu nổ súng không lâu sau đó. Lúc 10 giờ 09 phút, các tàu chiến Anh ghi được phát bắn trúng đầu tiên trên Blücher; hai phút sau, các tàu chiến Đức bắt đầu bắn trả, chủ yếu tập trung nhắm vào Lion ở khoảng cách 18.000 yd (16.000 m). Đến 10 giờ 28 phút, Lion bị bắn trúng ngay mực nước, làm xé toang một lỗ hổng bên mạn tàu và làm ngập nước một khoang chứa than. Lúc 10 giờ 30 phút, New Zealand, chiếc thứ tư trong hàng chiến trận của Beatty, tiếp cận Blücher trong tầm bắn và bắt đầu nổ súng; đến 10 giờ 35 phút, khoảng cách được rút ngắn xuống còn 17.500 yd (16.000 m), khi toàn bộ hàng chiến trận Đức nằm trong tầm bắn hiệu quả của các tàu chiến Anh. Beatty ra lệnh cho các tàu chiến-tuần dương của mình nổ súng vào đối thủ Đức tương ứng đối diện song song.  Tuy nhiên, sự lẫn lộn bên trên chiếc Tiger đã khiến thuyền trưởng của nó tin rằng nó phải nhắm vào Seydlitz, khiến cho Moltke hoàn toàn tự do để bắn mà không bị ngăn trở. Trong suốt giai đoạn này của trận chiến, Derfflinger bị bắn trúng một phát nhưng chỉ gây hư hại nhẹ. Hai tấm thép giáp lườn tàu bị uốn cong vào bên trong và một số hầm chứa than bảo vệ bị ngập nước.

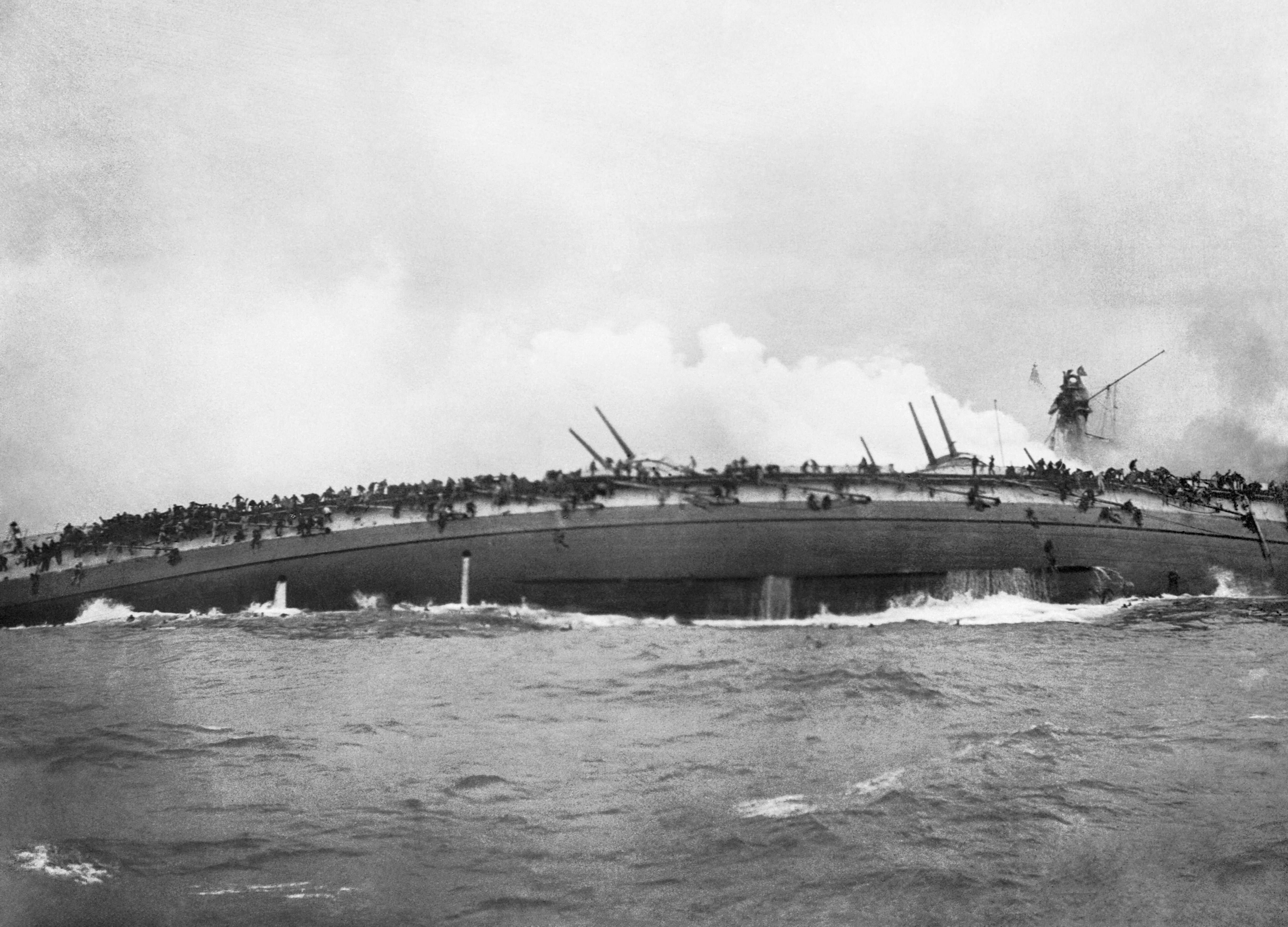
Blücher đang bị lật úp

Đến 10 giờ 40 phút, một quả đạn pháo 13,5 in (340 mm) của Lion bắn trúng Seydlitz, gây hư hại nặng suýt thành thảm họa khi loại bỏ cả hai tháp pháo đuôi và làm 159 người thiệt mạng. Nhờ hành động nhanh chóng của vị sĩ quan cao cấp (hạm phó) đã ra lệnh làm ngập nước cả hai hầm đạn, đám cháy đã được ngăn chặn không cho lan vào các hầm đạn, vốn có thể gây tai họa phá hủy con tàu. Vào lúc này, các tàu chiến-tuần dương Đức tập trung hỏa lực nhắm vào Lion, liên tiếp bắn trúng nhiều phát. Lúc 11 giờ 01 phút, Seydlitz bắn trả trúng Lion bằng một quả đạn pháo 28 cm (11 in), làm hỏng hai máy phát điện của Lion. Đến 11 giờ 18 phút, hai quả đạn pháo 30,5 cm (12,0 in) từ Derfflinger lại đánh trúng Lion, một quả trúng bên trên mực nước và xuyên thủng đai giáp, làm tràn nước biển vào thùng cấp nước bên mạn trái. Lion buộc phải tắt động cơ bên mạn trái do bị nhiễm nước mặn, và do đó bị tụt lại khỏi đội hình hàng chiến trận Anh.
Vào lúc này, Blücher bị hư hại nặng sau trúng nhiều phát đạn pháo hạng nặng. Tuy nhiên, cuộc săn đuổi kết thúc khi có nhiều báo cáo về hoạt động của tàu ngầm U-boat phía trước các con tàu Anh; Beatty nhanh chóng ra lệnh cơ động lẩn tránh, cho phép các con tàu Đức gia tăng khoảng cách với những kẻ săn đuổi. Đúng lúc đó, máy phát điện duy nhất còn hoạt động của Lion bị hỏng, làm giảm tốc độ của nó xuống còn 15 hải lý trên giờ (28 km/h). Bên trên chiếc Lion bị hỏng hóc, Beatty ra lệnh cho các tàu chiến-tuần dương còn lại "Tấn công đoạn hậu đối phương", nhưng sự nhầm lẫn trong việc truyền tín hiệu đã khiến các con tàu chỉ tập trung hỏa lực nhắm vào Blücher, cho phép Moltke, Seydlitz và Derfflinger chạy thoát. Blücher bị bắn trúng trên 70 quả đạn pháo hạng nặng từ các tàu chiến-tuần dương Anh trong suốt trận chiến; chiếc tàu chiến bị hư hại nặng đã lật úp và chìm lúc khoảng 13 giờ 10. Khi Beatty nắm trở lại sự chỉ huy các con tàu của mình sau khi chuyển sang chiếc Princess Royal, các con tàu Đức đã ở quá xa để có thể bắt kịp; nên đến 13 giờ 50 phút, ông từ bỏ việc truy đuổi.
Sau trận chiến, công việc sửa chữa Derfflinger được tiến hành, kéo dài cho đến ngày 16 tháng 2. Turbine bên mạn phải của nó bị hư hại vào ngày 28 tháng 6, và con tàu lại phải trở vào ụ tàu để sửa chữa cho đến tháng 8.

### Bắn phá Yarmouth và Lowestoft
Derfflinger cũng tham gia cuộc bắn phá Yarmouth và Lowestoft vào ngày 24–25 tháng 4. Đô đốc Hipper đang nghỉ phép do bệnh, nên các con tàu Đức được đặt dưới quyền chỉ huy của Chuẩn đô đốc Friedrich Bödicker. Derfflinger cùng với tàu chiến-tuần dương Lützow vừa mới đưa vào hoạt động cùng các cựu binh Moltke, Seydlitz và Von der Tann rời Jade Estuary lúc 10 giờ 55 phút ngày 24 tháng 4, được hỗ trợ bởi một lực lượng hộ tống bao gồm sáu tàu tuần dương hạng nhẹ và hai chi hạm đội tàu phóng lôi. Các đơn vị hạng nặng của Hạm đội Biển khơi, dưới quyền chỉ huy của Đô đốc Reinhard Scheer, lên đường lúc 13 giờ 40 phút, với mục đích hỗ trợ từ xa cho các con tàu của Bödicker. Bộ Hải quân Anh đã biết được việc xuất quân của Đức nhờ thu thập tình báo vô tuyến, nên đã cho bố trí Hạm đội Grand lúc 15 giờ 50 phút.
Đến 14 giờ 00, các con tàu của Bödicker đến một địa điểm ngoài khơi Norderney, nơi ông quay mũi các con tàu về phía Bắc nhằm tránh các trinh sát viên Hà Lan trên đảo Terschelling. Lúc 15 giờ 38 phút, Seydlitz trúng phải một quả mìn, làm thủng một lỗ trên lườn tàu kéo dài 15 m (49 ft) ngay phía sau ống phóng ngư lôi bên mạn phải, và khiến khoảng 1.400 t (1.400 tấn Anh; 1.500 tấn Mỹ) nước tràn vào trong con tàu. Seydlitz phải quay trở lại, cùng với các tàu tuần dương hạng nhẹ theo hộ tống, ở tốc độ 15 kn (28 km/h). Bốn chiếc tàu chiến-tuần dương kia lập tức chuyển về phía Nam hướng đến Norderney nhằm tránh các quả mìn khác. Đến 16 giờ 00, Seydlitz thoát khỏi nguy hiểm trước mắt, nên nó dừng lại để Bödicker rời tàu, và chiếc tàu phóng lôi V28 đưa vị đô đốc trở lại chiếc Lützow.
Lúc 04 giờ 50 phút ngày 25 tháng 4, các tàu chiến-tuần dương Đức tiếp cận Lowestoft khi các tàu tuần dương hạng nhẹ Rostock và Elbing đang hộ tống phía bên sườn Nam trông thấy các tàu tuần dương hạng nhẹ và tàu khu trục thuộc lực lượng Harwich dưới quyền Thiếu tướng Hải quân Reginald Tyrwhitt. Bödicker, không bị thu hút bởi các con tàu Anh, tiếp tục ra lệnh xoay khẩu pháo của các con tàu dưới quyền nhắm vào Lowestoft. Ở cự ly khoảng 14.000 yd (13.000 m), hai khẩu đội pháo 6 inch (15 cm) bờ biển đối phương bị phá hủy cùng một số thiệt hại cho chính thị trấn, bao gồm việc phá hủy khoảng 200 căn nhà.
Lúc 05 giờ 20 phút, các tàu bắn phá Đức quay mũi về phía Bắc hướng về Yarmouth, đến nơi lúc 05 giờ 42 phút. Tầm nhìn kém đến mức mỗi chiếc tàu Đức chỉ có thể bắn một loạt đạn pháo, ngoại trừ Derfflinger đã bắn 14 phát đạn từ dàn pháo chính. Chúng quay đầu trở lại hướng Nam, và đến 05 giờ 47 phút lại bắt gặp Lực lượng Harwich lần thứ hai, vốn đã bị đối đầu bởi sáu chiếc tàu tuần dương hạng nhẹ theo hộ tống. Các con tàu của Bödicker nổ súng ở khoảng cách 12.000 m (13.000 yd). Tyrwhitt lập tức quay mũi các con tàu của mình và thoát về phía Nam, nhưng chỉ sau khi chiếc tàu tuần dương Conquest chịu đựng hư hại nặng. Do các báo cáo về tàu ngầm Anh và các cuộc tấn công bằng ngư lôi, Bödicker bỏ dỡ việc truy đuổi quay mũi về phía Đông hướng đến Hạm đội Biển khơi. Vào lúc này, Scheer được cảnh báo về việc Hạm đội Grand đã khởi hành từ Scapa Flow nên cũng quay trở lại vùng biển Đức.

### Trận Jutland
Hầu như ngay sau cuộc bắn phá Lowestoft, Đô đốc Reinhard Scheer bắt đầu vạch kế hoạch cho một cuộc xâm nhập khác vào Bắc Hải. Thoạt tiên ông dự định tiến hành chiến dịch vào giữa tháng 5, nhưng những hư hại của Seydlitz do mìn tỏ ra khó sửa chữa, và Scheer lại không sẵn lòng tiến hành một cuộc bắn phá lớn mà không có đầy đủ sức mạnh của lực lượng tàu chiến-tuần dương. Đến giữa trưa ngày 28 tháng 5, công việc sửa chữa Seydlitz hoàn tất, và nó gia nhập trở lại Đội Tuần tiễu 1.

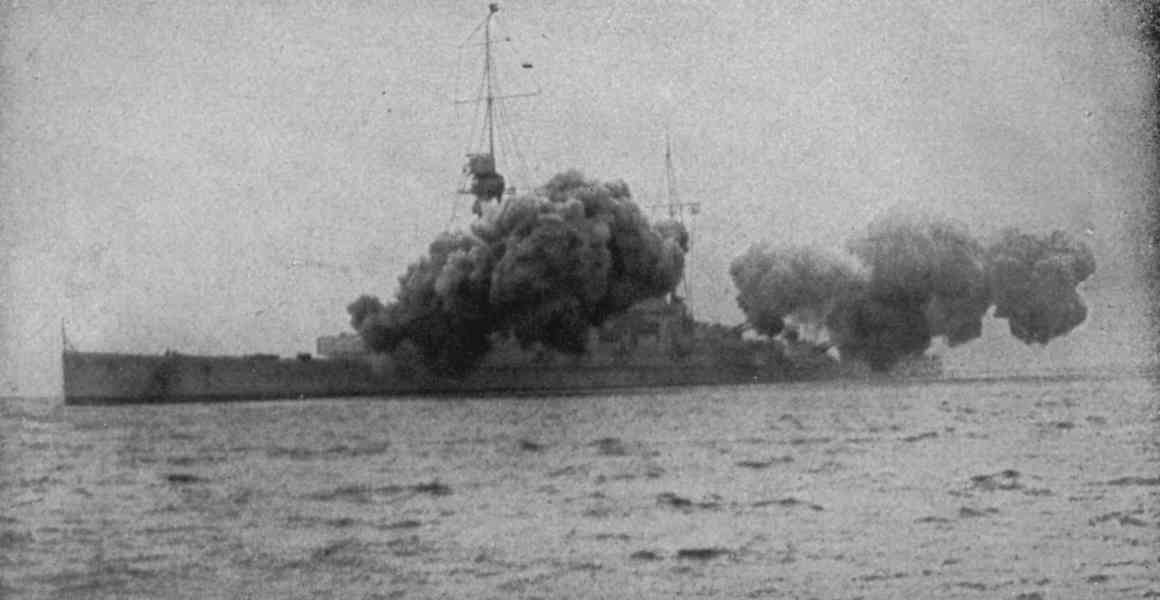
Derfflinger đang bắn toàn bộ pháo chính qua mạn

Derfflinger cùng các tàu chiến-tuần dương khác thuộc Đội Tuần tiễu 1 dưới quyền Hipper đã thả neo phía bên ngoài vũng biển Jade trong đêm 30 tháng 5 năm 1916. Sáng hôm sau, lúc 02 giờ 00 giờ Trung Âu, các con tàu chậm rãi hướng đến Skagerrak với tốc độ 16 hải lý trên giờ (30 km/h). Derfflinger là chiếc hai tư trong hàng chiến trận bao gồm năm chiếc, dẫn trước Seydlitz và phía sau Lützow, soái hạm của hải đội. Đội Tuần tiễu 2, bao gồm các tàu tuần dương hạng nhẹ Frankfurt (soái hạm của Chuẩn đô đốc Bödicker), Wiesbaden, Pillau và Elbing cùng 30 tàu phóng lôi thuộc các chi hạm đội 2, 6 và 9, tháp tùng theo lực lượng của Hipper.
Một giờ rưỡi sau đó, phần chủ lực của Hạm đội Biển khơi dưới quyền chỉ huy của Đô đốc Reinhard Scheer rời Jade Estuary, một lực lượng bao gồm 16 thiết giáp hạm dreadnought có sự tháp tùng của Đội Tuần tiễu 4 bao gồm các tàu tuần dương hạng nhẹ Stettin, München, Hamburg, Frauenlob và Stuttgart cùng 31 tàu phóng lôi thuộc các chi hạm đội 1, 3, 5 và 7, do Rostock dẫn đầu. Sáu chiếc thiết giáp hạm tiền-dreadnought thuộc Hải đội Chiến trận 2 cũng khởi hành từ Elbe roads lúc 02 giờ 45 phút và gặp gỡ hạm đội chiến trận lúc 05 giờ 00.
Không lâu trước 16 giờ 00, lực lượng của Hipper đã đụng độ với sáu tàu chiến Anh thuộc Hải đội Tàu chiến-Tuần dương 1 của Phó đô đốc Beatty và Hải đội 2. Các con tàu Đức là những chiếc đã nổ súng đầu tiên, ở cự ly khoảng 14.000 m (15.000 yd). Khi các con tàu Anh bắt đầu bắn trả, sự lẫn lộn mục tiêu giữa các tàu chiến-tuần dương Anh đã khiến Moltke bị đối đầu bởi cả New Zealand lẫn Tiger. Các máy đo tầm xa phía Anh đã đo sai khoảng cách đến các mục tiêu Đức, nên loạt đạn pháo đầu tiên do các tàu Anh bắn trượt quá một hải lý đối với các tàu chiến-tuần dương Đức. Do lỗi trong liên lạc của phía Anh, Derfflinger đã không bị đối đầu trong suốt 10 phút đầu của trận chiến. Sĩ quan tác xạ của Derfflinger, Thiếu tá Hải quân (Korvettenkapitän) Georg von Hase sau này ghi lại: "Do một lỗi nào đó, chúng tôi bị bỏ quên. Tôi cười thầm và bắt đầu đối đầu với địch thủ với sự bình tỉnh hoàn toàn, cứ như trong thực tập, và với độ chính xác ngày càng tăng." Lúc 17 giờ 03 phút, tàu chiến-tuần dương Anh Indefatigable nổ tung sau 15 phút chịu đựng hỏa lực của Von der Tann. Không lâu sau đó, một nửa lực lượng còn lại của Beatty, bốn thiết giáp hạm lớp Queen Elizabeth thuộc Hải đội Chiến trận 5, tiến đến tầm bắn và bắt đầu nổ súng vào Von der Tann và Moltke.

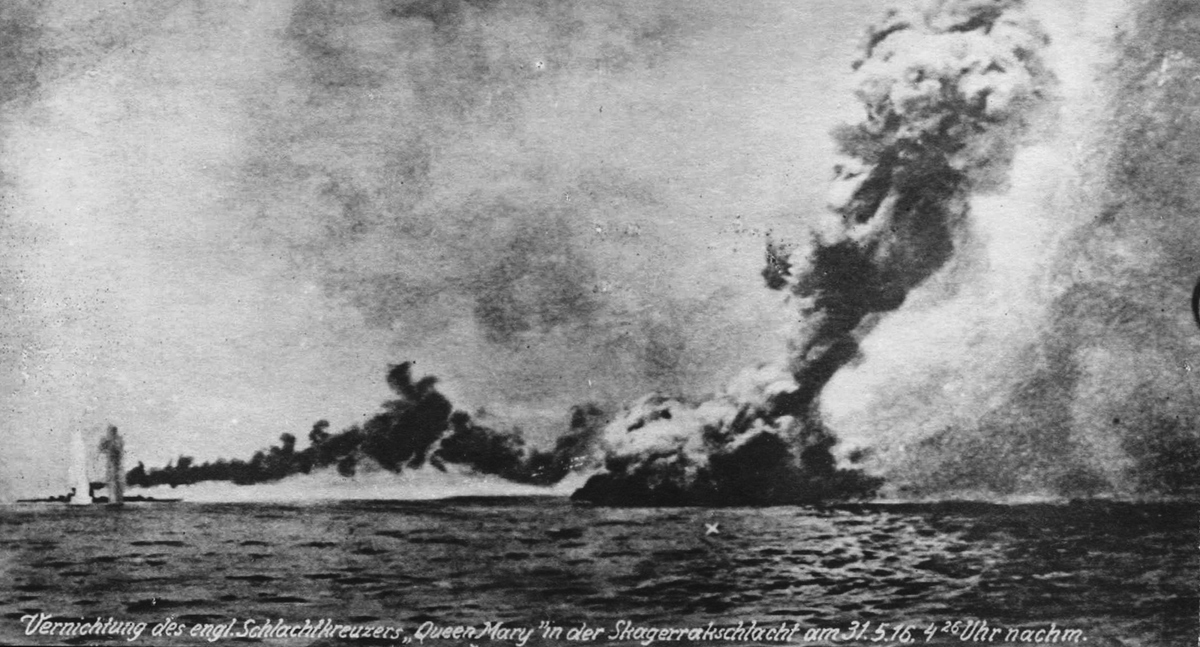
Queen Mary nổ tung dưới các loạt đạn tập trung của Seydlitz và Derfflinger

Sau khi Lützow đã gây hư hại đáng kể cho Lion, Derfflinger mất dấu các tàu chiến Anh, nên lúc 17 giờ 16 phút, nó chuyển sang nhắm vào Queen Mary. Seydlitz cũng đối đầu với Queen Mary, và hỏa lực kết hợp của hai con tàu khiến chiếc tàu chiến-tuần dương Anh bị bắn trúng liên tiếp. Quan sát viên trên New Zealand và Tiger, những chiếc đi ngay phía sau và phía trước trong hàng chiến trận tương ứng, báo cáo ba phát trong loạt đạn pháo bốn viên đã bắn trúng con tàu cùng một lúc, rồi hai phát bắn trúng khác tiếp nối theo, đưa đến hậu quả một vụ nổ khủng khiếp bộc phát ngay giữa tàu và một cụm khói đen dày đặc bốc lên từ con tàu bị cháy, vốn đã vỡ làm đôi.
Những chiếc dẫn đầu của Hạm đội Biển khơi Đức lúc 18 giờ 00 đã đi đến tầm bắn hiệu quả đối với các con tàu Anh, và bắt đầu nả pháo xuống các tàu chiến-tuần dương Anh cùng các thiết giáp hạm lớp Queen Elizabeth. Trong khoảng từ 18 giờ 09 phút đến 18 giờ 19 phút, Derfflinger bị bắn trúng một quả đạn pháo 38 cm (15 in), có thể từ Barham hoặc Valiant. Đến 18 giờ 55 phút, Derfflinger lại bị bắn trúng vào mũi tàu, xé toang một lỗ hổng khiến cho khoảng 300 t (330 tấn Mỹ) nước tràn vào con tàu.
Không lâu sau 19 giờ 00, tàu tuần dương Đức Wiesbaden bị bắn hỏng bởi một phát đạn pháo của tàu chiến-tuần dương Anh Invincible. Các tàu chiến-tuần dương Đức bẻ lái một góc 16 point về hướng Đông Bắc và đi hết tốc độ để trợ giúp chiếc tàu tuần dương. Lúc 19 giờ 15 phút, chúng phát hiện tàu tuần dương bọc thép Anh Defence vốn đang tham gia tấn công Wiesbaden. Hipper thoạt tiên do dự, nghi ngờ rằng đó là tàu tuần dương Đức Rostock, nhưng đến 19 giờ 16 phút, Đại tá Harder, hạm trưởng của Lützow, ra lệnh nổ súng; các tàu chiến Đức khác tiếp nối theo ngay sau đó. Trong trận chiến hỗn loạn sau đó, Defence trúng nhiều phát đạn pháo hạng nặng, trong đó một loạt đạn pháo xuyên thủng hàm đạn của con tàu và hậu quả vụ nổ khủng khiếp đã phá hủy chiếc tàu tuần dương.

Invincible nổ tung khi loạt đạn của Derfflinger gây nổ hầm đạn phía trước

Đến 19 giờ 24 phút, Hải đội Chiến trận 3 phía Anh đã hội quân cùng với những tàu chiến-tuần dương còn lại của Beatty phía trước hàng chiến trận Đức. Các tàu chiến Anh dẫn đầu trông thấy Lützow và Derfflinger và bắt đầu bắn vào chúng. Trong vòng tám phút, tàu chiến-tuần dương Invincible ghi được tám phát trúng đích vào Lützow; đổi lại, Lützow và Derfflinger cũng tập trung hỏa lực vào đối thủ. Lúc Đến 19 giờ 31 phút, Derfflinger bắn loạt đạn pháo cuối cùng nhắm vào Invincible, không lâu sau đó hầm đạn phía trước của chiếc tàu chiến-tuần dương Anh bị phát nổ, và con tàu biến mất sau một loạt các vụ nổ dữ dội.
Đến 19 giờ 30 phút, Hạm đội Biển khơi, vốn cho đến lúc đó vẫn đang săn đuổi các tàu chiến–tuần dương Anh, vẫn chưa đụng độ với Hạm đội Grand. Scheer đã cân nhắc đến việc cho rút lui các lực lượng của mình trước khi bóng đêm phô bày các con tàu ra trước các cuộc tấn công của tàu phóng lôi. Tuy nhiên, ông chưa kịp đưa ra quyết định khi các thiết giáp hạm dẫn đầu của mình bắt đầu đối địch với thành phần chủ lực của Hạm đội Grand. Sự phát triển này khiến cho Scheer không thể rút lui, vì như vậy sẽ phải hy sinh các thiết giáp hạm tiền-dreadnought cũ hơn của Hải đội Chiến trận 2 dưới quyền chỉ huy của Chuẩn Đô đốc Franz Mauve, còn nếu sử dụng các thiết giáp hạm dreadnought và tàu chiến-tuần dương hỗ trợ cho việc rút lui của chúng sẽ phô bày những con tàu mạnh nhất của mình ra trước hỏa lực áp đảo của phía Anh. Thay vào đó, Scheer ra lệnh cho các con tàu dưới quyền bẻ lái 16 point sang mạn phải, đưa những chiếc thiết giáp hạm tiền-dreadnought về một vị trí tương đối an toàn bên phía rút lui của hàng chiến trận Đức.
Derfflinger và các tàu chiến-tuần dương khác tiếp nối theo việc chuyển hướng, đưa chúng đến phía sau König. Các con tàu bị đánh tơi tả của Hipper có được một khoảng thời gian nghỉ ngơi. Việc không chắc chắn về vị trí chính xác và hướng đi của các con tàu của Scheer đã khiến Đô đốc Anh John Jellicoe quay mũi các con tàu dưới quyền về phía Đông, về hướng mà ông nghĩ có thể là con đường rút lui của phía Đức. Thay vì vậy, hạm đội Đức đang di chuyển về hướng Tây, nhưng Scheer lại ra lệnh bẻ lái 16 point lần thứ hai, lộn ngược lại và hướng thẳng các con tàu của ông vào ngay giữa hạm đội Anh. Hạm đội Đức phải chịu đựng hỏa lực ác liệt từ hàng chiến trận Anh, và Scheer tung Derfflinger, Seydlitz, Moltke và Von der Tann ra hướng về phía hạm đội Anh với tốc độ cao, tìm cách phá vỡ đội hình của chúng tranh thủ thời gian cho lực lượng chính của mình rút lui. Lúc 20 giờ 17 phút, các tàu chiến-tuần dương Đức tiến đến gần chiếc Colossus ở khoảng cách 7.700 yd (7.000 m), lúc mà Scheer chỉ thị cho các con tàu đối đầu với chiếc dẫn đầu của hàng chiến trận Anh. Tuy nhiên, ba phút sau đó, các tàu chiến-tuần dương Đức quay mũi rút lui dưới sự che chở của một cuộc tấn công của tàu phóng lôi.
Sự tạm ngừng chiến trận vào lúc trời sụp tối cho phép Derfflinger và các tàu chiến-tuần dương Đức cắt bỏ các mảnh xác tàu làm kẹt tháp pháo, dập tắt các đám cháy, sửa chữa thiết bị điều khiển hỏa lực và tín hiệu, và chuẩn bị đèn pha cho các hoạt động đêm. Vào giai đoạn này, hạm đội Đức được tái tổ chức thành đội hình chặt chẽ theo thứ tự lộn ngược, khi lực lượng hạng nhẹ Đức đụng độ với các tàu hộ tống Anh không lâu sau 21 giờ 00. Cuộc đấu pháo mới đã thu hút sự chú ý của Beatty, nên ông chuyển hướng các tàu chiến-tuần dương về phía Tây. Lúc 21 giờ 09 phút, ông trông thấy các tàu chiến-tuần dương Đức, tiếp cận đến gần ở khoảng cách 8.500 thước Anh (7.800 m) trước khi nổ súng lúc 21 giờ 20 phút. Trong trận chiến lộn xộn, Derfflinger bị bắn trúng nhiều lần; lúc 21 giờ 34 phút, một quả đạn pháo hạng nặng đã bắn trúng tháp pháo cuối cùng của nó còn hoạt động, loại nó ra nốt khỏi vòng chiến. Các con tàu Đức bắn trả bằng mọi khẩu pháo có được, và đến 21 giờ 32 phút đã bắn trúng cả Lion lẫn Princess Royal trong bóng đêm. Việc cơ động của các tàu chiến-tuần dương Đức đã buộc Hải đội Chiến trận 1 (Đức) phải quay sang phía Tây để tránh va chạm; điều này đã đưa các thiết giáp hạm tiền-dreadnought thuộc Hải đội Chiến trận 2 lên ngay phía sau giữa hai hàng tàu chiến-tuần dương đối địch, ngăn trở các con tàu Anh săn đuổi các tàu chiến-tuần dương Đức khi chúng quay mũi về phía Nam. Các tàu chiến-tuần dương Anh nổ súng vào các thiết giáp hạm cũ, phía Đức đổi hướng về phía Tây Nam để xoay mọi khẩu pháo hướng vào các con tàu Anh. Tuy nhiên cuộc đối đầu này chỉ diễn ra trong vài phút trước khi đô đốc Mauve chuyển hướng các con tàu dưới quyền 8 point sang mạn phải; các con tàu Anh đã không truy đuổi một cách khó hiểu.

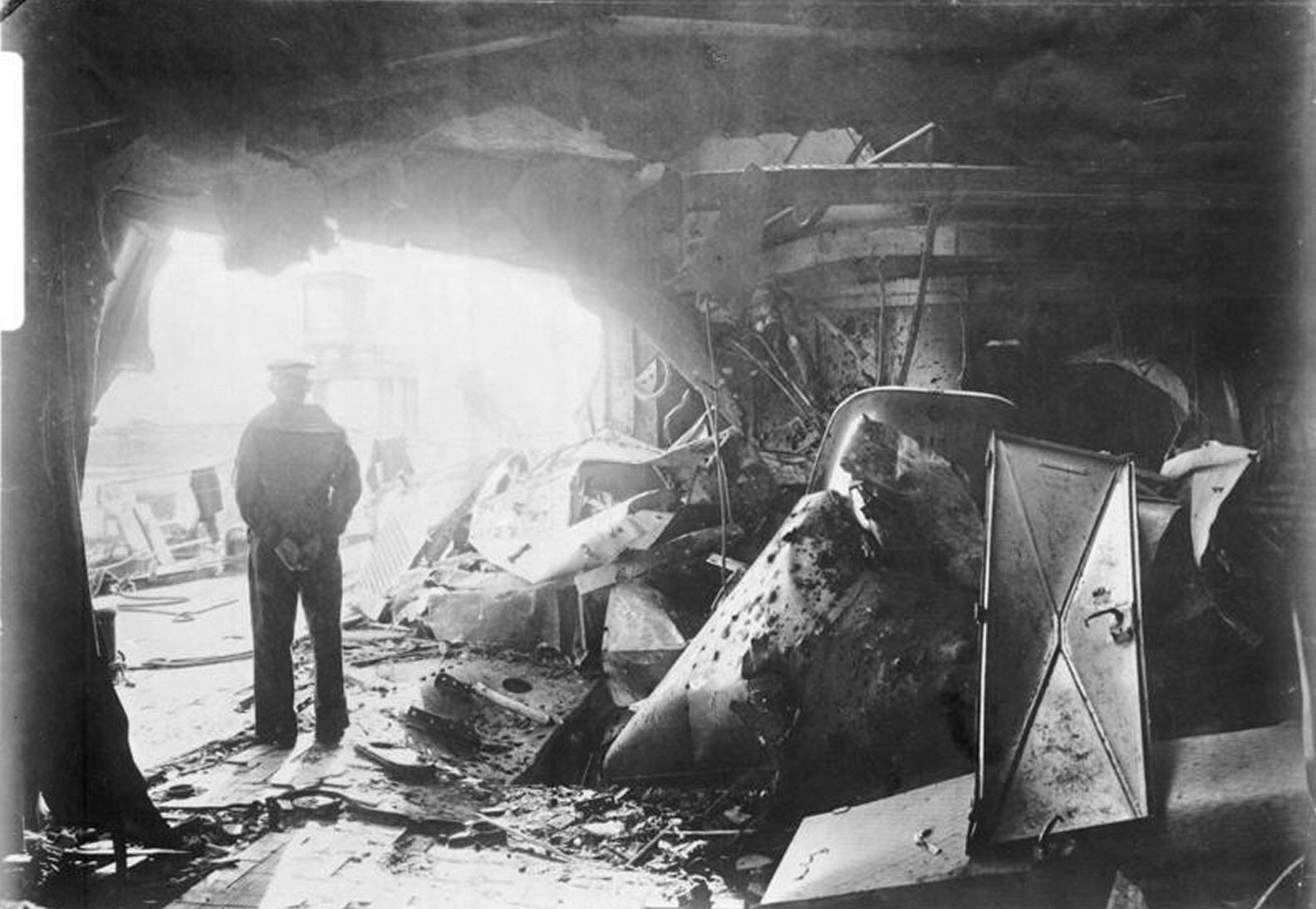
Những hư hại của Derfflinger trong trận chiến

Vào cuối trận chiến, lúc 03 giờ 55 phút, Hipper chuyển một báo cáo cho đô đốc Scheer thông báo cho ông những hư hỏng nặng nề mà các con tàu dưới quyền phải chịu đựng. Vào lúc đó Derfflinger và Von der Tann mỗi chiếc chỉ có hai khẩu pháo còn khả năng hoạt động, Moltke bị ngập khoảng 1.000 tấn nước, và Seydlitz bị hư hại nặng. Hipper báo cáo: "Đội Tuần tiễu 1 do đó không còn là một đơn vị chiến đấu hiệu quả, nên được Tổng tư lệnh chỉ thị quay trở về cảng, trong khi bản thân ông chờ đợi kết quả trận chiến ngoài khơi Horns Reef của hạm đội chiến trận."
Trong quá trình trận chiến, Derfflinger bị bắn trúng tổng cộng 17 phát đạn pháo hạng nặng cùng 9 phát đạn pháo hạng hai; việc sửa chữa nó trong ụ tàu kéo dài cho đến ngày 15 tháng 10. Derfflinger đã bắn tổng cộng 385 quả đạn pháo hạng nặng và 235 quả đạn pháo hạng hai cùng một quả ngư lôi. Thủy thủ đoàn của con tàu chịu tổn thất 157 người thiệt mạng và 26 người khác bị thương, cao nhấttrong số những con tàu không bị chìm của Đức trong trận này. Sự chịu đựng ngoan cường của nó trong trận Jutland đã khiến đối thủ Anh đặt cho nó biệt danh "Iron Dog"

### Các hoạt động sau cùng
Trong trận Heligoland Bight thứ hai vào tháng 11 năm 1917, Derfflinger đã xuất phát từ cảng để hỗ trợ cho các tàu tuần dương hạng nhẹ Đức thuộc Đội Tuần tiễu 2, nhưng khi nó cùng các tàu chiến-tuần dương khác đến nơi, các đối thủ Anh đã rút lui về phía Bắc.
Đến cuối năm 1917, Hạm đội Biển khơi bắt đầu tiến hành hoạt động cướp phá các đoàn tàu vận tải tại Bắc Hải giữa Anh và Na Uy. Vào tháng 10 và tháng 12 năm 1917, các tàu tuần dương và tàu khu trục Đức đã chặn đánh và tiêu diệt hai đoàn tàu vận tải Anh đi đến Na Uy, buộc đô đốc Beatty, giờ đây là Tổng tư lệnh Hạm đội Grand, phải cho tách ra nhiều thiết giáp hạm và tàu chiến-tuần dương để bảo vệ các đoàn tàu vận tải. Việc này đã phô bày cho đô đốc Scheer cơ hội mà ông đã chờ đợi trong suốt cuộc chiến tranh: khả năng cô lập và tiêu diệt từng phần Hạm đội Grand. Lúc 05 giờ 00 ngày 23 tháng 4 năm 1918, Hạm đội Biển khơi rời cảng với ý định đánh chặn một trong các đoàn tàu vận tải được hộ tống mạnh mẽ. Liên lạc bằng vô tuyến được giữ ở mức tối thiểu nhằm ngăn phía Anh biết được về chiến dịch. Đến 14 giờ 10 phút vẫn không tìm thấy đoàn tàu vận tải Anh, nên Scheer cho quay mũi Hạm đội Biển khơi trở về vùng biển Đức.

Derfflinger chuẩn bị khởi hành đi Scapa Flow

Derfflinger được dự định để tham gia hoạt động cuối cùng, một "chuyến đi tự sát" của Hạm đội Biển khơi, vào cuối tháng 10 năm 1918, không lâu trước khi Chiến tranh thế giới thứ nhất kết thúc. Phần lớn hạm đội sẽ xuất phát từ căn cứ của chúng ở Wilhelmshaven để đối đầu với Hạm đội Grand của Anh; Reinhard Scheer, lúc này là Đại Đô đốc (Großadmiral) của Hạm đội, dự định gây tổn thất cho Hải quân Anh càng nhiều càng tốt nhằm duy trì một vị thế mặc cả tốt cho việc thương lượng hòa bình của Đức bất chấp tổn thất có thể phải chịu đựng. Tuy nhiên, khi hạm đội đang được tập trung tại Wilhelmshaven, thủy thủ trên các con tàu bắt đầu đào ngũ hàng loạt. Khi Derfflinger và Von der Tann đi qua các âu tàu phân cách cảng phía trong Wilhelmshaven và vũng biển, khoảng 300 người trên cả hai con tàu đã trèo qua mạn tàu và biến mất trên bờ.
Sáng ngày 29 tháng 10 năm 1918, mệnh lệnh được đưa ra để chuẩn bị khởi hành từ Wilhelmshaven để tập trung lực lượng tại Jade Estuary vào ngày hôm sau. Bắt đầu từ đêm 29 tháng 10, thủy thủ trên nhiều tàu chiến làm binh biến. Ba chiếc thuộc Hải đội Chiến trận 3 từ chối nhổ neo, và các hành động phá hoại xảy ra trên các chiếc Thüringen và Helgoland. Sự bất ổn lan rộng ra các tàu chiến khác, và cuối cùng chiến dịch phải bị hủy bỏ; và trong một cố gắng để dập tắt cuộc nổi loạn, Scheer ra lệnh phân tán hạm đội. Vào đầu tháng 11 năm 1918, cuộc Cách mạng Đức bắt đầu; dẫn đến việc đình chiến và kết thúc chiến tranh cũng như lật đổ nền quân chủ tại Đức.

### Số phận

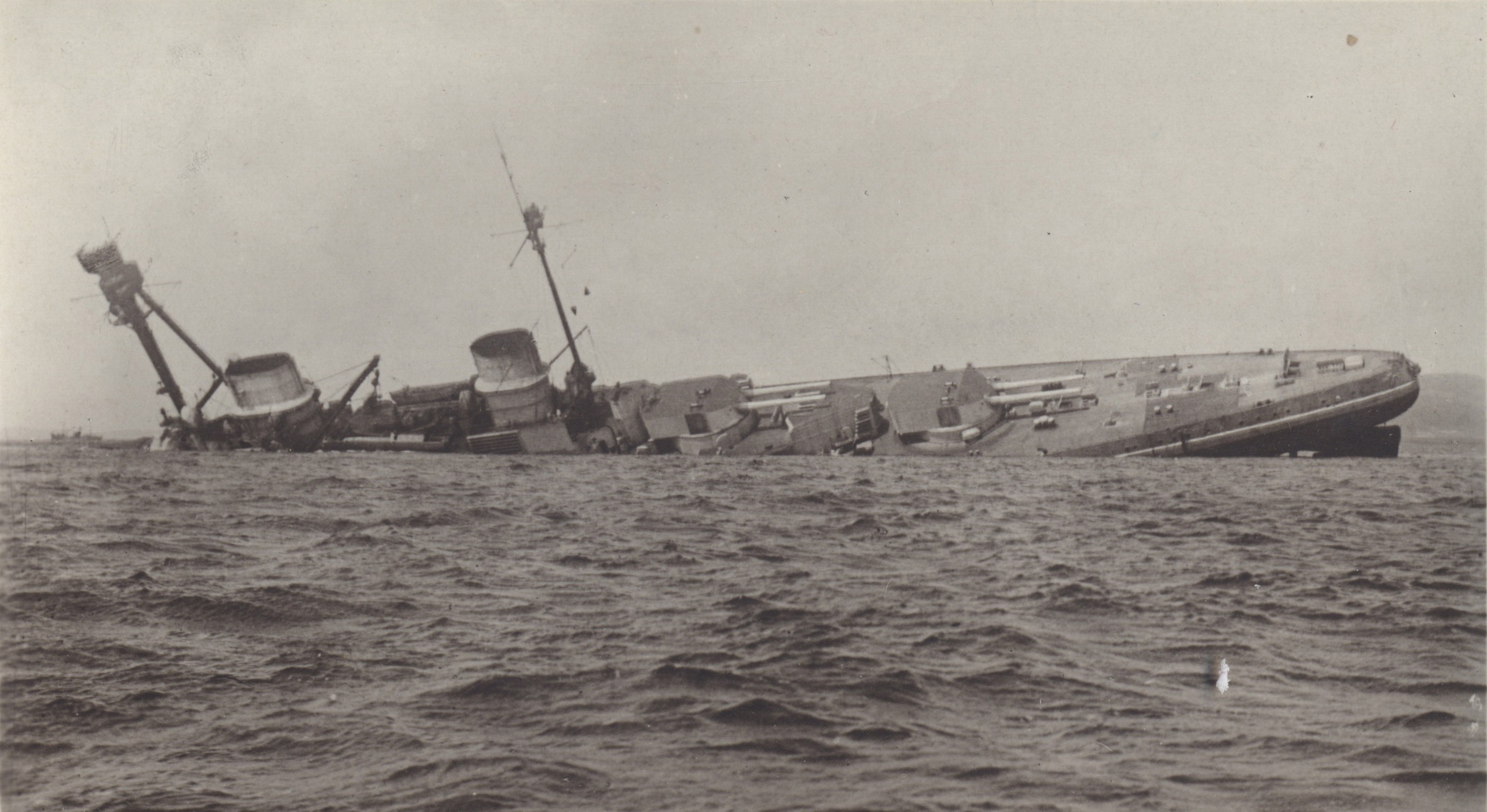
Derfflinger đang chìm dưới làn sóng

Sau khi Đức đầu hàng, hầu hết tàu chiến của Hạm đội Biển khơi, kể cả Derfflinger, bị lưu giữ tại căn cứ hải quân Anh tại Scapa Flow, dưới quyền chỉ huy của Chuẩn Đô đốc Ludwig von Reuter. Trước khi Hạm đội Đức khởi hành, Đô đốc Adolf von Trotha khẳng định lại với von Reuter chỉ thị không được để cho phe Đồng Minh chiếm các con tàu trong bất kỳ tình huống nào. Hạm đội đã gặp gỡ tàu tuần dương hạng nhẹ Anh Cardiff, vốn đã dẫn đầu các con tàu Đức đi đến điểm gặp gỡ hạm đội Đồng Minh, một lực lượng khổng lồ bao gồm 370 tàu chiến của Anh, Mỹ và Pháp, vốn sẽ hộ tống hạm đội Đức đến Scapa Flow. Khi bị lưu giữ trong suốt thời gian diễn ra các cuộc đàm phán hòa bình, mà sau này cuối cùng sẽ dẫn đến Hiệp ước Versailles, các khẩu pháo của chúng bị bất hoạt bằng cách tháo bỏ khóa nòng, và con tàu được bảo trì bởi một thủy thủ đoàn gồm số lượng sĩ quan và thủy thủ tối thiểu.
Một bản in của báo The Times cung cấp thông tin cho von Reuter rằng Thỏa thuận Ngừng bắn sẽ hết hiệu lực vào giữa trưa ngày 21 tháng 6 năm 1919, thời hạn cuối cùng mà Đức phải ký vào Hiệp định hòa bình. Đô đốc Von Reuter đưa đến kết luận người Anh sẽ tìm cách chiếm hữu các con tàu Đức sau khi Thỏa thuận Ngừng bắn hết hiệu lực. Không biết rằng thời hạn của thỏa thuận đã được triển hạn đến ngày 23 tháng 6, ông quyết định đánh đắm các con tàu của mình vào cơ hội thuận tiện đầu tiên có được. Sáng ngày 21 tháng 6, Hạm đội Anh rời Scapa Flow tiến hành thực tập huấn luyện; và đến 11 giờ 20 phút Reuter truyền mệnh lệnh này đến các con tàu của mình. Derfflingerchìm lúc 14 giờ 45 phút. Nó được cho nổi trở lại vào năm 1939, và vẫn đang trong tư thế lật úp, nó được kéo về neo đậu ngoài khơi đảo Rysa cho đến năm 1946. Derfflinger được gửi đến Faslane nơi nó được tháo dỡ vào năm 1948. Chiếc chuông của con tàu được trao trả cho Hải quân Liên Bang Đức vào ngày 30 tháng 8 năm 1965. và hiện đang được trưng bày tại nhà thờ St. Michael trên đảo Outer Hebrides thuộc Eriskay.

Bản đồ vị trí các con tàu bị đánh đắm tại Scapa Flow. Derfflinger được đánh dấu với số 20